# Agallia evansi
Agallia evansi är en insektsart som beskrevs av Chandrasekhara A. Viraktamath 1980. Agallia evansi ingår i släktet Agallia och familjen dvärgstritar. Inga underarter finns listade i Catalogue of Life.